# La Vesper
La Vesper era una banda de rock venezolana creada en diciembre del año 2010 por Giandomenico Angelone, Bruno Romano, Daniel Ostili y Juan "baSSura" Marín. Esta banda comenzó gracias a que tres de los integrantes se conocieron tocando en varios de los bares más conocidos de Caracas, Venezuela.

## Historia
Capo era una banda basada en la Capital Venezolana, que tocaba un género más parecido al Hard Rock norteamericano. Allí, Gian, Daniel y Gabriel compartían labores en sus respectivos instrumentos. En numerosas ocasiones, compartieron tarima con otra banda llamada Noveno Día, banda donde tocaban Juan y Bruno. Los tiempos pasaron, y los oficios de cada uno hicieron que por un lado se separara Noveno Día y, más adelante (alrededor de junio del año 2010), Bruno entrara como bajista a Capo. A los pocos meses Gabriel, el otro guitarrista de Capo, decidió partir por motivos académicos, a lo que Bruno decidió llamar a Juan una vez más para formar parte de su proyecto musical. Es así entonces que en enero del año 2011 se forma La Vesper, con su actual alineación.
La Vesper comenzó teniendo algunos temas arreglados de Capo, y a los pocos días desarrollaron nuevos temas y melodías. Cerca de marzo del 2011, la banda consulta con el reconocido productor musical Rudy Pagliuca, guitarrista de Malanga, nominado múltiples veces a los Premios Grammy Latinos y conocido también por sus trabajos con La Vida Bohème y Viniloversus, entre otros, con algunos temas en calidad de demos y sin todas las letras completas. A raíz de esta reunión se plantea una nueva dirección en cuanto al estilo musical que tenían las composiciones, así que durante 6 meses La Vesper se dedicó a escribir canciones para ampliar el repertorio y tocar en los distintos locales y bares de la ciudad capitalina para afianzar su experticia musical. En el mes de octubre del año 2011 empezó el proceso de preproducción del disco en estudio, con numerosas sesiones de ensayo, y en enero de 2012 se grabaron las pistas de esta placa discográfica. Durante el proceso de grabación hubo participaciones muy importantes de parte de Henry D'Arthenay (cantante de La Vida Bohème), así como de Eguzki Fernández.
"El Mundo Cambió" fue el nombre escogido para la primera producción discográfica de este grupo, mezclada por Leonel Carmona (baterista de Entrenos) cerca de abril del mismo año, y pre-masterizado en Argentina por el reconocido ingeniero Andrés Mayo, acreedor de Premios Grammy Latinos y Premios Gardel a la Ingeniería de Audio. Meses después de haber finalizado el disco, Daniel Ostili decide abandonar sus labores como baterista, dándole paso a la entrada de Miguel Rojas.
Un paso notorio para La Vesper fue clasificar para competir en el primer circuito Caraqueño del Festival Nuevas Bandas el 20 de junio de 2012, donde compartieron tarima con bandas notorias como Espiral Jack, Fuego Montevideo, La Mar, Cindy López y Trémolo Violenta. Aunque no resultaron ganadores del pase a la tarima principal del festival, este evento les dio la proyección en prensa suficiente para empezar a participar como invitados dentro de los distintos programas en las radios FM y radios por internet.
Al año 2020 la banda no ha dado ningún tipo de comunicado oficial indicando que se han separado, pero sus redes siguen abiertas y eventualmente muestran algún cambio.